# Louie Ramirez
Louie Ramirez (Nueva York, 24 de febrero de 1938 - Queens, 7 de junio de 1993) fue un percusionista, vibrafonista, líder de banda y compositor de boogaloo, salsa y jazz latino. Coescribió con Johnny Pacheco el éxito de 1961 "El Güiro De Macorina". Se le ha llamado "el Quincy Jones de la salsa", también es considerado el "Padre de la Salsa Romántica".

## Biografía
Ramírez nació el 24 de febrero de 1938 en la ciudad de Nueva York. Hizo su debut profesional con la banda de Joe Loco en 1956, reemplazando al vibrafonista Pete Terrace. Ramírez hizo su propio debut como líder de banda en 1963, con Introducing Louie Ramirez (Rmo Records). Posteriormente grabó para Alegre, Fania, Atco, United Artists Records, Caiman, FNA y RMM Records & Video.
Se asoció con Charlie Palmieri y Joe Cuba de 1965 a 1968. Con Tito Rodríguez lanzó el LP Tito Rodríguez y Louie Ramírez En Algo Nuevo en 1972. Se convirtió en productor de plantilla en Fania en 1975. Apareció como acompañante o asistente de producción. en muchas grabaciones de otros artistas, como Willie Colón, en la década de 1970.
El 7 de junio de 1993, mientras conducía por Junction Boulevard en Queens, Nueva York, Ramírez sufrió un infarto fatal a la edad de 55 años. Estaba grabando su tercer álbum con el cantante Ray De La Paz. Se tituló Prepárate Bailador.